# UY Scuti
UY Scuti este o supergigantă roșie din constelația Scutul, situată la aproximativ 2,9 kpc, adică la 9.500 de ani-lumină de Terra. În prezent este considerată ca fiind cea mai mare stea din Universul observabil, depășind VY Canis Majoris (cea de-a 7-a cea mai mare stea). Raza sa este estimată la ~1.708 raze solare (adică între 1,2 și 1,53 miliarde de kilometri) și un volum de ~5 miliarde de ori volumul Soarelui. Dacă ar fi plasată în centrul Sistemului nostru Solar, steaua ar înghiți toate planetele până la Jupiter. Raza sa nu este cunoscută cu certitudine, însă este posibil că steaua ar putea fi mai mare decât orbita planetei Saturn, făcând posibil din UY Scuti cea mai mare stea cunoscută la ora actuală. Este și una dintre cele mai luminoase stele.

## Caracteristici

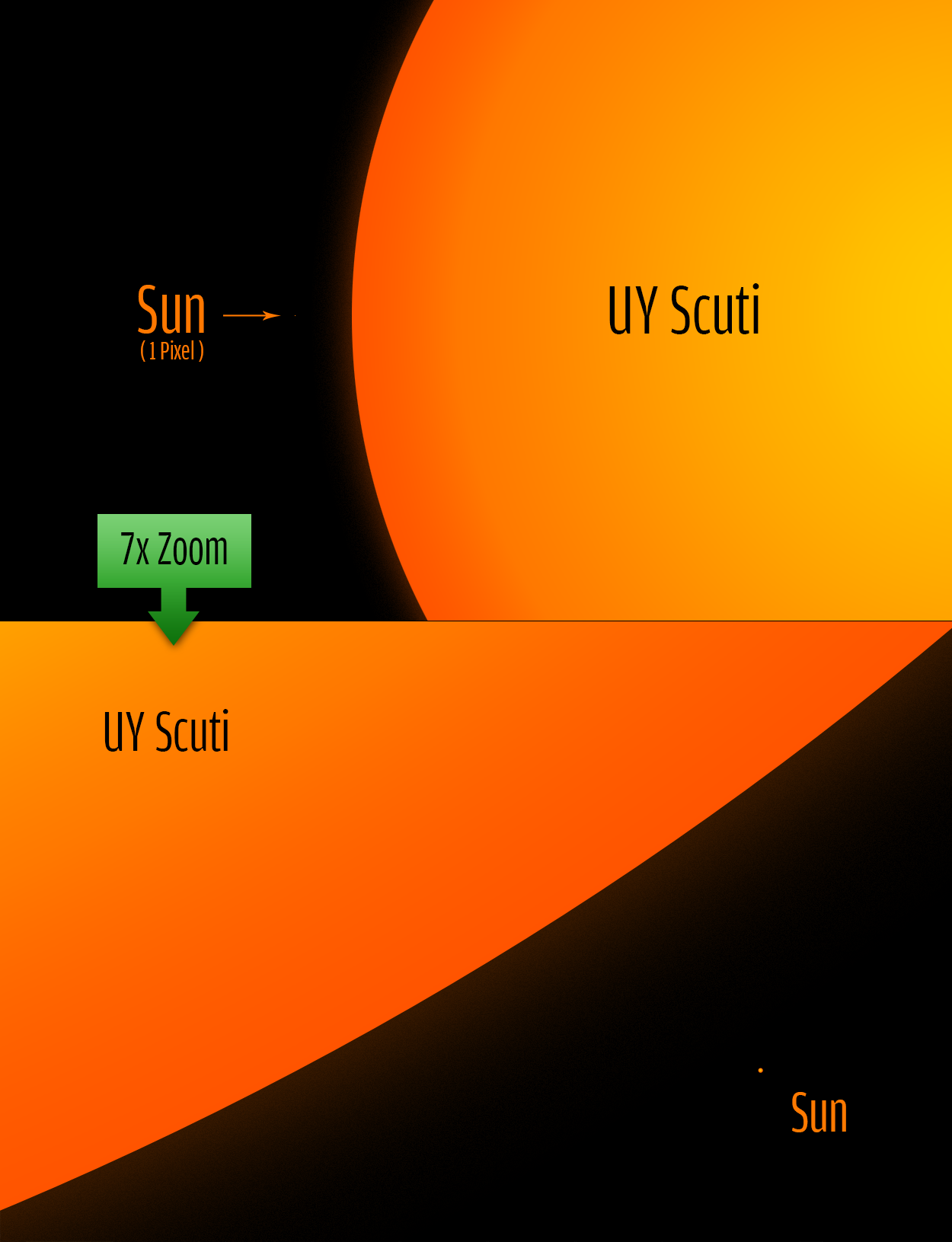
Talia aproximativă a stelei UY Scuti în raport cu Soarele.

Steaua este clasată variabilă semiregulată având o perioadă de pulsație de 740 de zile. Are o putere bolometrică de 340.000 L☉, făcând din ea una dintre cele mai luminoase stele din galaxie. 
În ciuda taliei sale imense, UY Scuti nu este clasată ca hipergigantă. Există o clasă de 0 în classificarea spectrală Morgan-Keenan pentru hipergigante, dar ea este excepțională. Aceste stele sunt clasate de obicei Ia-0, Ia+ sau chiar Iae, clasare bazată doar pe observațiile spectrale; cât despre supergigantele roșii, ele primesc rareori acest gen de clasificări speciale suplimentare. O mare luminozitate și/sau o mare talie nu permit să se definească o hipergigantă. Aceasta cere detectarea semnăturilor spectrale ale instabilității atmosferice și o importantă pierdere de masă. În cazul stelei UY Scuti, spectrul său prezintă linii spectrale ale carbonului, oxidului de siliciu și ale apei, însă nu arată nicio linie spectrală a oxigenului, neonului sau ale altor elemente mai grele, indicând, prin urmare, o pierdere de masă insuficientă. De altfel, amplasarea stelei pe diagrama Hertzsprung-Russell este dedesubtul regiunii ovale a hipergigantelor, fapt ce o clasează doar ca supergigantă roșie luminoasă.

## Mărimea stelei
În vara lui 2012, astronomi de la VLT în Chile au măsurat parametri a trei stele din Centrul Galactic: UY Scuti, AH Scorpii și KW Sagittarii. Ei au observat că acești aștri sunt de 1.000 de ori mai mari decât Soarele, ceea ce îi plasează printre cele mai mari stele cunoscute. Mărimea lor a fost măsurată cu raza Rosseland, amplasamentul în care grosimea optică este egală cu 1 (uneori o valoare diferită, de exemplu 2/3).
UY Scuti era cea mai mare stea dintre cele trei, cu o rază de 1.708 R☉ (adică de 1.189.352.136 km). Raza acestei stele este, prin urmare, raza stelară cea mai mare observată vreodată, de circa 2 ori mărimea celebrei Betelgeuse. UY Scuti este atât de enormă încât dacă Pământul ar avea diametrul unei mingi de plajă, de 20 cm, Soarele ar măsura 22 m, iar UY Scuti ar avea un diametru de vreo 40 km.

## Masa stelei
Masa stelei UY Scuti este și ea nesigură, îndeosebi pentru că această stea  nu are companion care ar putea ajuta la calculul masei sale prin interferențe gravitaționale. Modelele de evoluție stelară conchid că masa inițială a unei stele (masa unei stele în formare) atigând nivelul unei supergigante roșii ca UY Scuti, ar trebui să fie aproximativ de 25 M☉ (maximum 40 M☉ pentru o stea nerotativă). Ea a pierdut probabil mai mult de jumătate din masa sa de-a lungul timpului. Masa stelei UY Scuti este de 7 până la 10 (8,5) ori masa Soarelui.

## Sfârșitulviețiistelei
UY Scuti a început să-și fuzioneze heliul și să continue să-și fuzioneze hidrogenul într-o cochilie din jurul nucleului. Locul stelei UY Scuti în discul Căii Lactee conduce la ideea că steaua face parte din populația I, sau este o stea foarte bogată în metal, deci de o durată de viață mai degrabă scurtă.
UY Scuti ar trebui să-și fuzioneze carbonul, oxigenul, neonul și siliciul în nucleu în următoarele milioane de ani. După aceasta, nucleul său va fi format îndeosebi din fier, termonuclear inert, ceea ce-i va perturba echilibrul gravității și radiației interne. De aici va rezulta un colaps gravitațional, apoi o supernovă. 

Acest gen de stele masive va evolua (înaintea fazei finale de supernovă) în temperaturi superficiale mai calde, înainte de a deveni o hipergigantă galbenă, o variabilă luminoasă albastră sau o stea Wolf–Rayet, creând un vânt stelar intens care-i va ejecta straturile superioare și-i va expune straturile interne.